# Spilogale putorius
Lo skunk macchiato orientale (Spilogale putorius (Linnaeus, 1758)) è un mammifero carnivoro relativamente piccolo e snello della famiglia dei Mefitidi (Mephitidae) presente in alcuni stati degli Stati Uniti ad est del Mississippi.

## Descrizione
Lo skunk macchiato orientale ha le dimensioni di una donnola, con una lunghezza testa-corpo di 23-33 centimetri e una coda di 8-28 centimetri. Le femmine sono in genere leggermente più piccole dei maschi. Le dimensioni variano a seconda della zona dell'areale: gli esemplari delle zone meridionali sono significativamente più piccoli degli individui settentrionali. Il peso dei maschi va da 276 a 885 grammi, quello delle femmine da 207 a 475 grammi. Le strisce bianche sulla pelliccia sono spezzate e conferiscono allo skunk un aspetto screziato.
Lo skunk ha tre incisivi, un canino, tre premolari e un molare su ciascuna metà della mascella superiore, con il secondo premolare molto piccolo o mancante. Nella mandibola vi è un molare aggiuntivo per emimascella. In tutto vi sono 34 denti.

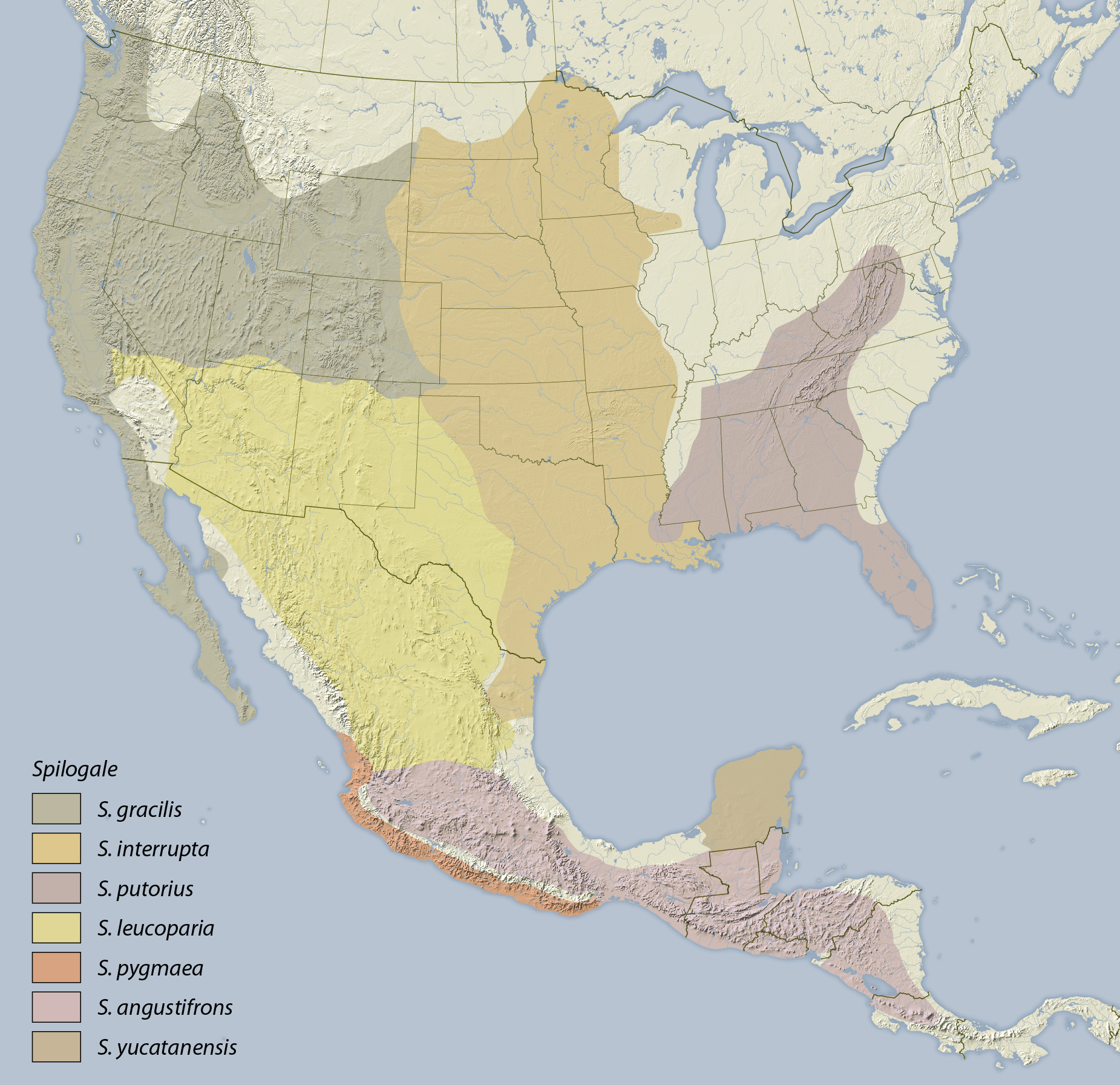
L'areale dello skunk macchiato orientale si estende dalla Pennsylvania meridionale a nord, alla Florida a sud-est e al Mississippi a sud-ovest.

## Distribuzione e habitat
Il suo areale è situato ad est del fiume Mississippi e si estende dalla Pennsylvania meridionale a nord fino alla Florida a sud-est e al Mississippi a sud-ovest. Come habitat predilige le foreste, ma è presente anche nelle praterie e nelle aree rocciose dove vi siano sufficienti nascondigli come cespugli o gruppi di alberi.

## Biologia
Gli skunk macchiati orientali scavano le loro tane sul terreno, ma usano come nascondiglio anche le cavità degli alberi; le sue tane vengono usate anche da altri mammiferi. Generalmente questi animali sono insettivori notturni, ma mangiano anche piccoli mammiferi, uccelli, carogne e, raramente, sostanze di origine vegetale.
Come le altre moffette, questi animali spruzzano un liquido maleodorante contro i loro aggressori quando si sentono fortemente minacciati. Per fare questo, eseguono vere e proprie verticali con le ghiandole anali rivolte verso il nemico. Tra i loro nemici naturali figurano felidi come la linci rosse, nonché altri mammiferi carnivori e gufi.
La stagione degli amori ha luogo principalmente tra marzo e aprile, seguita da una gravidanza di 50-65 giorni, trascorsi i quali nascono in media 5-6 piccoli a maggio o all'inizio di giugno. Negli skunk macchiati orientali appena nati la pelliccia è ancora rada e gli occhi e le orecchie sono chiusi. I piccoli aprono gli occhi dopo circa un mese e ricevono il latte materno per circa 54 giorni. I giovani esemplari raggiungono la maturità sessuale nella primavera dell'anno successivo.

## Tassonomia
Lo skunk macchiato orientale è una delle sette specie classificate nel genere Spilogale. Venne descritto per la prima volta da Linneo nel suo Systema Naturae del 1758. In passato, alcuni autori consideravano lo skunk macchiato meridionale (Spilogale angustifrons) una sua sottospecie, ma a causa di differenze nel genoma oggi è considerato una specie separata.
Attualmente non ne vengono distinte sottospecie, dal momento che Spilogale putorius interrupta è ora considerato una specie separata, anche se strettamente imparentato con Spilogale putorius, del quale è sister species. La specie più vicina a queste due è Spilogale yucatanensis, originariamente considerata una sottospecie dello skunk macchiato meridionale (Spilogale angustifrons). Insieme, le tre specie formano un clade orientale all'interno del genere Spilogale. Complessivamente gli skunk macchiati rappresentano un sister group delle moffette striate (Mephitis). La linea evolutiva che ha portato alla radiazione delle sette specie di skunk macchiato si separò circa 5 milioni di anni fa, facendo di questo genere il più giovane tra i Mefitidi.

## Conservazione

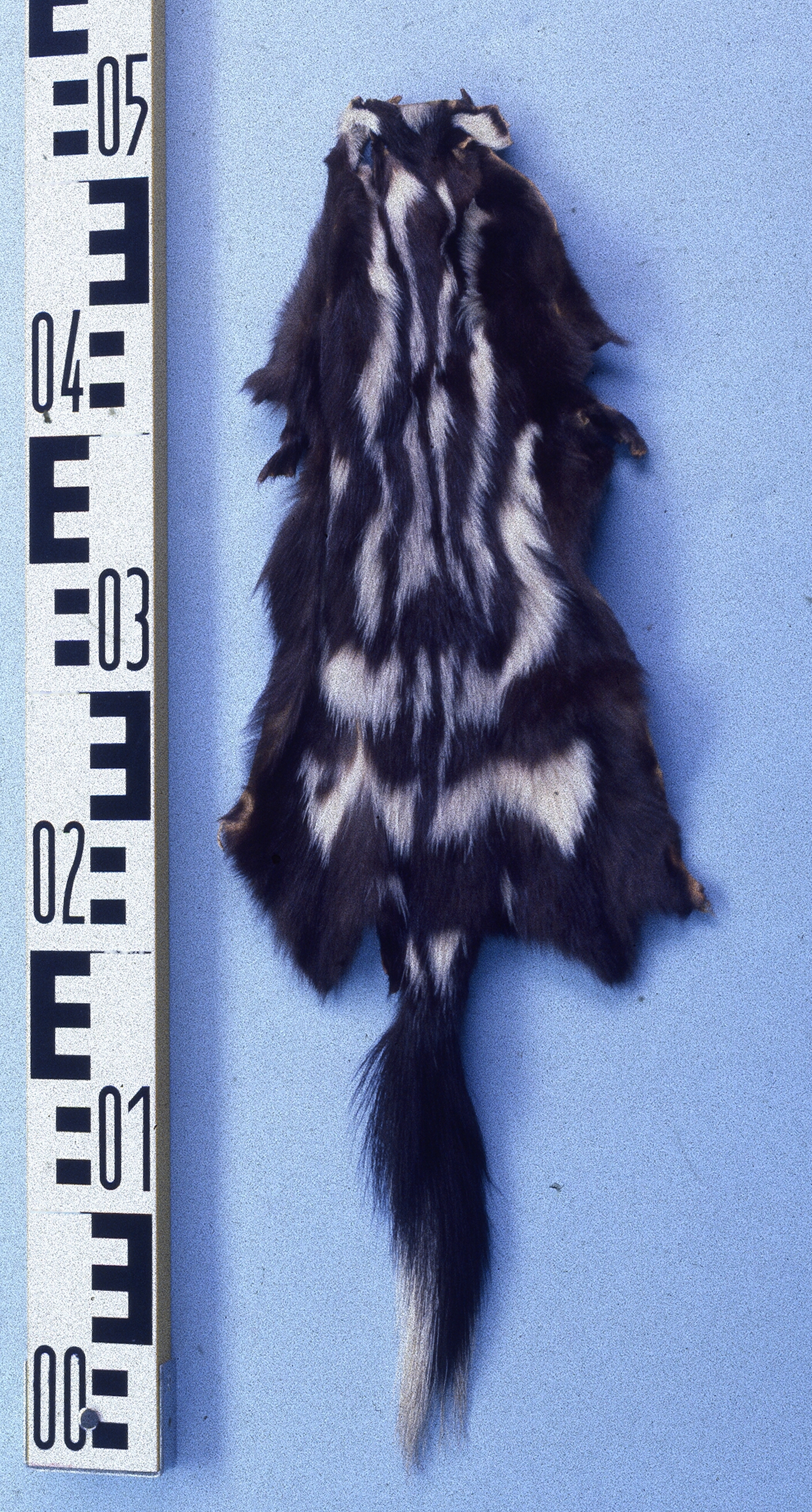
Pelle di skunk macchiato orientale.

Nonostante l'areale relativamente ampio, la popolazione ancora numerosa e la capacità di adattarsi ai cambiamenti degli habitat, l'Unione internazionale per la conservazione della natura (IUCN) classifica lo skunk macchiato orientale come specie «vulnerabile» (Vulnerable), dato il recente declino della popolazione. La specie è minacciata soprattutto dagli incendi boschivi, dalla messa a coltura di piantagioni di monocolture, dalla costruzione di strade e dal traffico automobilistico.
Con le pelli degli skunk macchiati vengono confezionati indumenti di pelliccia su piccola scala, ma la caccia non ha alcun effetto significativo sulla dimensione della popolazione. Alcuni individui cadono vittima del traffico e dei pesticidi.